# Pet mogili (distrikt i Bulgarien, Sliven)
Pet mogili (bulgariska: Пет могили) är ett distrikt i Bulgarien.   Det ligger i kommunen Obsjtina Nova Zagora och regionen Sliven, i den centrala delen av landet, 230 km öster om huvudstaden Sofia.
Trakten runt Pet mogili består till största delen av jordbruksmark. Runt Pet mogili är det ganska glesbefolkat, med 43 invånare per kvadratkilometer.